# Seznam ameriških arheologov
Seznam ameriških arheologov.

## A
William F. Albright = William Foxwell Albright

## B
Adolph Francis Alphonse Bandelier - Lewis Binford - Carl William Blegen - Harriet Boyd-Hawes - Geoffrey E. Braswell - James Henry Breasted - Daniel Garrison Brinton -

## C
George Henry Chase - Carleton S. Coon - 

## F
Brian Fagan - J. Walter Fewkes - David Noel Freedman (1922–2008)  

## G
Marija Gimbutas (Marija Gimbutienė) - Cyrus H. Gordon - 

## H
Alfred Irving Hallowell - William Curry Holden - William Henry Holmes - 

## J
Thomas Jefferson - 

## K
Alfred V. Kidder - Alfred L. Kroeber - 

## L
Mabel Lang - Mark Lehner - 

## M
J. P. Mallory - James McBride (pionir) - Charles Brian Montagu McBurney - Sylvanus Griswold Morley -

## N
Zelia Nuttall - 

## P
Alessandro Pezzati - Arthur Pope - Tatjana Avenirovna Proskurjakova -

## R
William Rathje - Johan Reinhard - George Reisner - 

## S
Ovid Rogers Sellers - Jim G. Shaffer - E. G. Squier - Lawrence Stager -

## T
Joseph Tainter - Walter Taylor - Edwin R. Thiele - David Hurst Thomas - Edward Herbert Thompson - Erik Trinkaus -

## V
Esther Boise Van Deman - 

## W
Gordon Willey - 